# سرای حاج رضا
سرای حاج رضا مربوط به دوره قاجار است و در قزوین، ضلع جنوبی بازار واقع شده و این اثر در تاریخ ۱۱ مرداد ۱۳۸۴ با شمارهٔ ثبت ۱۲۶۱۴ به‌عنوان یکی از آثار ملی ایران به ثبت رسیده است.